# Klemen Bečan
Klemen Bečan, slovenski športni plezalec, * 14. avgust 1982, Kranj.
Bečan je v skupnem seštevku svetovnega pokala dvakrat osvojil tretje mesto v kombinaciji, v letih 2009 in 2011, še šestkrat se je uvrstil v prvo deseterico. V balvanih se je trikrat uvrstil v deseterico, najvišje na sedmo mesto leta 2011, v težavnosti pa dvakrat med deseterico, najvišje pa na peto mesto leta 2008. Edino posamično zmago v svetovnem pokalu je dosegel v težavnosti na domači tekmi v Kranju.
Kot prvi Slovenec je leta 2004 preplezal smer On s'pète la ruche v francoskem Omlezèju z oznako težavnosti 8b+ na pogled. Od 2007 je opremil in preplezal sedem smeri z oznakami težavnosti 9a in 8b.